# Port lotniczy Mińsk-1
Port Lotniczy Mińsk-1 (biał. Аэрапорт Мінск-1) – były port lotniczy w południowej części Mińska na Białorusi.

## Historia

### Przed II wojną światową
Zbudowany w 1933 r. W tym samym roku odleciał z niego pierwszy samolot, K-5. Wiosną 1934 r. wylądowały tu 3 samoloty Po-2 należące do Smoleńskiego oddziału powietrznego specjalnego przystosowania Moskiewskiego urzędu cywilnej floty powietrznej. Zostały one wkrótce przypisane do tego portu, zapoczątkowując cywilne lotnictwo Białorusi. W 1935 uruchomiono pierwsze regularne rejsy między Mińskiem i 17 regionalnymi centrami Białorusi, a w 1936 r. – pierwszy pocztowo-pasażerski rejs między Mińskiem i Moskwą.

### Po II wojnie światowej
Port lotniczy otrzymał status międzynarodowego w 1955 r. W latach 70. obsługiwał ponad milion pasażerów rocznie i był największym lotniskiem Mińska do chwili otwarcia Portu Lotniczego Mińsk-2 w 1982 r.

### Zamknięcie
W maju 2007 r. przyjęto decyzję o zamknięciu portu lotniczego Mińsk-1 i przeniesieniu zakładu remontowego poza granice miasta, na teren portu lotniczego Mińsk-2. Na zwolnionym terenie o powierzchni ok. 330 ha rosyjska firma „Itera” zamierzała zbudować za 30 mld dolarów ogromną dzielnicę „Minsk-City” z centrum usługowo-biznesowym, 80-piętrowym wieżowcem w roli dominanty architektonicznej oraz osiedlem dla 38 tys. ludzi.
Loty pasażerskie obsługiwane przez rosyjskie linie lotnicze UTair zakończyły się 29 października 2012 r., a od 23 grudnia 2015 r. zawieszono wszystkie loty (z wyjątkiem samolotów przylatujących do zakładu remontowego). Po zamknięciu lotniska dla pasażerów, budynek z 1976 roku był początkowo wykorzystany jako centrum handlowe „Aerodromny”, a w 2017 roku został zburzony. Budynek z 1957 roku, mający wartość historyczną, postanowiono zachować jako zabytek architektury.
Przez kilka następnych lat lotnisko służyło wyłącznie do obsługi Mińskiego Lotniczego Zakładu Remontowego. Ostatni odlot z lotniska miał miejsce 28 czerwca 2018 r. Do swojej bazy odleciał samolot Tu-134A-3M (RA-65917), należący do rosyjskiego przedsiębiorstwa państwowego, który przeszedł naprawy fabryczne. Następnie działalność Zakładu została ostatecznie przeniesiona na lotnisko Mińsk-2. W 2019 roku rozebrano pas startowy, drogi kołowania, platformy i budynki lotniska, w tym zakład remontowy i rozpoczęto zabudowę obszaru dawnego portu.

## Budynki
Pierwszy budynek portu wzniesiono w 1957 r. według projektu arch. Zaborskiego. W 1976 r. zbudowano obok niego nowy, w którym znalazły się kasy i poczekalnia. Na terenie portu znajdował się RUP „Miński Lotniczy Zakład Remontowy” (dawny 407. Zakład Lotnictwa Cywilnego), gdzie przeprowadzano remonty i przebudowy samolotów Tu-134, Jak-40, Jak-42.

## Rejsy
Port mógł przyjmować następujące typy samolotów: Tu-134, An-12, An-24, An-26, An-72, An-74, Jak-40, Jak-42, a także wszystkie typy śmigłowców.
Jedyny pas portu – do startów i lądowań – miał długość 2000 m, szerokość 60 m i mógł obsługiwać statki powietrzne o masie startowej do 63 ton.
Od 1982 r. rejsy odbywały się w kierunkach: Moskwa, Kijów, Królewiec, Witebsk, Homel i Mohylew.

## Miejsce represji
Badacze sowieckich zbrodni popełnionych na terytorium Białorusi wskazują teren byłego lotniska jako miejsce, gdzie dokonywano represji. Historyk Ihar Kuzniacou uważa, że jest to jedno z kilku miejsc, gdzie mogą spoczywać zamordowani przez NKWD polscy oficerowie z tzw. “białoruskiej listy katyńskiej”.